# Machimoi-epilektoi
Los machimoi-epilektoi constituían la falange al estilo macedonio reclutada en el valle del Nilo por los faraones ptolemaicos. Fue reclutada por primera vez durante la cuarta guerra siria.
Tenían un equipo y armas similares a las de cualquier otra falange: sarisa de 6 metros, escudo pequeño colgado del cuello por una correa, casco de bronce, grebas en una o ambas piernas, además de una armadura, normalmente de lino (linotórax). Su formación también era equivalente a la falange macedonia, es decir, agrupando a los hombres en cuadros independientes de 16 falangistas de frente por 16 de profundidad (256 hombres), denominados syntagmas, y cada falange se dividía en dos alas de 32 syntagmas cada una, esto es, 16 384 hombres en total, bajo el mando de un strategos.
Los machimoi-epilektoi tenían poca experiencia y baja moral, por lo que no se podían comparar en combate a otras falanges. Así pues, era frecuente que en vez de formar con 16 hombres de fondo, la formación fuera mucho más profunda, por ejemplo, en la batalla de Rafia formaron con 48 de fondo.[cita requerida]